# GlobaLeaks
GlobaLeaks è un software libero a supporto del whisteblowing anonimo.

## Storia
Il progetto nasce il 15 dicembre 2010 e vede l'annuncio del primo prototipo software il 6 settembre 2011.
Le figure principali nell'avvio del progetto sono Arturo Filastò, Claudio Agosti, Fabio Pietrosanti, Giovanni Pellerano, Michele Orrù.

## Funzionamento
GlobaLeaks utilizza i Tor Onion Services al fine di garantire l'anonimato del segnalante.
Quando una segnalazione viene effettuata i dati vengono cifrati e resi disponibili ai soli riceventi. La piattaforma non memorizza alcun dato in modo permanente e ogni informazione ricevuta viene cancellata secondo rigorosa policy di data retention.
Il processo è generalmente migliorato suggerendo alle fonti e ai riceventi di usare i sistemi operativi Qubes OS or Tails quando si collegano alla piattaforma.

## Principali casi d’uso in Italia
Il software GlobaLeaks è utilizzato principalmente in materia di anticorruzione, sia nel settore pubblico che in quello privato, e nel giornalismo investigativo.
ALAC: Piattaforma di segnalazione di Transparency International Italia
A partire dal 2014, il software GlobaLeaks è impiegato da Transparency International Italia nella piattaforma anonima ALAC - Allerta Anticorruzione.
Quest’ultima è stata creata per favorire la ricezione e la gestione di segnalazioni di illeciti corruttivi di cui il cittadino è vittima o testimone sul posto di lavoro. La segnalazione anonima è mediata attraverso un questionario redatto da Transparency Italia in conformità alla legge 190/2012 in materia di whistleblowing.
ANAC: Piattaforma di segnalazione dell’Autorità Nazionale Anticorruzione
Nel periodo tra febbraio e marzo 2015, ANAC pubblica una consultazione in merito alle Linee Guida in materia di tutela del dipendente pubblico che segnala illeciti (whistleblower).  Radical Digital Frontiers risponde alla consultazione pubblica proponendo alcune osservazioni: fra le altre, suggerisce l’adozione di GlobaLeaks in quanto software open source, libero e gratuito e dunque con un minor costo sulla collettività.
Il 22 Giugno 2016, l’Autorità presenta pubblicamente la piattaforma di whistleblowing adottata con una conferenza stampa registrata da Radio Radicale (minuto 42).
In un comunicato del Presidente di ANAC Raffaele Cantone del 5 settembre 2018, vengono poi fornite alcune indicazioni in materia di whistleblowing sia ai segnalanti, sia alle amministrazioni pubbliche. Viene specificato che, per garantire l’anonimato del segnalante, la piattaforma pubblicata da ANAC prevede l’utilizzo del software GlobaLeaks con integrazione della tecnologia Tor.
Nel 2020 l’Autorità Nazionale Anticorruzione e il Centro Hermes per la Trasparenza ed i Diritti Umani Digitali comunicano con reciproca soddisfazione di aver risolto amichevolmente una controversia giudiziale circa l’applicazione della licenza GNU AGPL versione 3 al software per la gestione delle segnalazioni di illeciti OpenWhistleblowing, messo a disposizione delle amministrazioni pubbliche da ANAC, edizione derivata dalla soluzione GlobaLeaks 2.60.144 di Hermes. Le parti hanno concordato alcune modifiche al codice e alla licenza d’uso adottata da ANAC, che hanno consentito il ripristino dell’aderenza alla licenza AGPLv3 e il rispetto delle condizioni apposte da Hermes al proprio codice per concederne la licenza d’uso pubblica e gratuita.
WhistleblowingPA: Piattaforma gratuita per la Pubblica Amministrazione
Il 1º Ottobre 2018 Transparency International Italia ed Hermes Center for Transparency and Digital Human Rights lanciano WhistleblowingPA, progetto che offre alle amministrazioni un sistema gratuito basato su GlobaLeaks per la ricezione e la gestione di segnalazioni creato appositamente per il contrasto alle attività corruttive e conforme alla normativa n. 179/2017.